# Wenigenhasungen
Wenigenhasungen ist ein Stadtteil von Wolfhagen im nordhessischen Landkreis Kassel.

## Geographische Lage
Wenigenhasungen liegt im Naturpark Habichtswald südsüdwestlich vom Massiv des Großen Bärenbergs (600,7 m ü. NN), westlich des Bosenbergs (471,5 m ü. NN), westnordwestlich des Burghasunger Bergs (479,7 m ü. NN) und nordöstlich des Isthabergs (523,1 m ü. NN). Das Dorf wird in Ostsüdost-Westnordwest-Richtung vom Twiste-Zufluss Erpe durchflossen. Nachbardörfer sind die Zierenberger Stadtteile Burghasungen im Ostsüdosten und Oelshausen im Südosten sowie die Wolfhagener Stadtteile Istha im Südsüdwesten, Philippinenburg und -thal im Westen und Altenhasungen im Westnordwesten.

## Geschichte

### Ortsgeschichte
Die älteste bekannte schriftliche Erwähnung von Wenigenhasungen erfolgte unter dem Namen Hasungen inferior im Jahr 1252 in einer Urkunde des Klosters Hasungen.
Weitere Erwähnungen erfolgten unter den Ortsnamen (in Klammern das Jahr der Erwähnung):
minoris ville Hasungen, plebanus (1258); Nidern Hasungen (1335); parvum Hasungen (1341); Minorihasungen (1420), Wenigen Hasung[en] und Wenigen Hasungen (1708/10).
Das Dorf Wenigenhasungen gehörte zunächst zum Kloster bzw. der Vogtei Hasungen und gelangte im Zuge der Reformation an die Landgrafen von Hessen.
Seit 1724 besteht die Schützenbruderschaft, die alljährlich in der Himmelfahrtswoche ihr traditionelles Schützenfest veranstaltet.
1748 wurde die Dorfkirche im Barockstil erneuert, der alte mittelalterliche Turm blieb hierbei erhalten.
Hessische Gebietsreform (1970–1977)
Zum 1. Februar 1971 wurde die bis dahin selbständige Gemeinde Wenigenhasungen im Zuge der Gebietsreform in Hessen auf freiwilliger Basis in die Stadt Wolfhagen eingemeindet. Für Wenigenhasungen wurde, wie für alle nach Wolfhagen eingegliederten Gemeinden. ein Ortsbezirk mit Ortsbeirat und Ortsvorsteher nach der Hessischen Gemeindeordnung eingerichtet.

### Verwaltungsgeschichte im Überblick
Die folgende Liste zeigt die Staaten und Verwaltungseinheiten, in denen Wenigenhasungen lag:
- vor 1567: Heiliges Römisches Reich, Landgrafschaft Hessen, Amt Kassel, Vogtei Hasungen
- ab 1567: Heiliges Römisches Reich, Landgrafschaft Hessen-Kassel, Vogtei Hasungen
- 1787: Heiliges Römisches Reich, Landgrafschaft Hessen-Kassel, Vogtei Hasungen
- ab 1806: Landgrafschaft Hessen-Kassel, Vogtei Hasungen[9]
- 1807–1813: Königreich Westphalen, Departement der Fulda, Distrikt Kassel, Kanton Hoof
- ab 1815: Kurfürstentum Hessen, Niederhessen, Amt Wilhelmshöhe[9]
- ab 1821/22: Kurfürstentum Hessen, Provinz Niederhessen, Kreis Wolfhagen[10][Anm. 1]
- ab 1848: Kurfürstentum Hessen, Bezirk Kassel
- ab 1851: Kurfürstentum Hessen, Provinz Niederhessen, Kreis Wolfhagen
- ab 1867: Königreich Preußen, Provinz Hessen-Nassau, Regierungsbezirk Kassel, Kreis Wolfhagen
- ab 1871: Deutsches Reich,  Königreich Preußen, Provinz Hessen-Nassau, Regierungsbezirk Kassel, Kreis Wolfhagen
- ab 1918: Deutsches Reich, Freistaat Preußen, Provinz Hessen-Nassau, Regierungsbezirk Kassel, Kreis Wolfhagen
- ab 1944: Deutsches Reich, Freistaat Preußen, Provinz Kurhessen, Landkreis Wolfhagen
- ab 1945: Amerikanische Besatzungszone, Groß-Hessen, Regierungsbezirk Kassel, Landkreis Wolfhagen
- ab 1946: Amerikanische Besatzungszone, Land Hessen, Regierungsbezirk Kassel, Landkreis Wolfhagen
- ab 1949: Bundesrepublik Deutschland, Land Hessen, Regierungsbezirk Kassel, Landkreis Wolfhagen
- ab 1971: Bundesrepublik Deutschland, Land Hessen, Regierungsbezirk Kassel, Landkreis Wolfhagen, Stadt Wolfhagen[Anm. 2]
- ab 1972: Bundesrepublik Deutschland, Land Hessen, Regierungsbezirk Kassel, Landkreis Kassel, Stadt Wolfhagen

## Bevölkerung

### Einwohnerstruktur 2011
Nach den Erhebungen des Zensus 2011 lebten am Stichtag, dem 9. Mai 2011, in Wenigenhasungen 480 Einwohner. Darunter waren 6 (1,3 %) Ausländer. Nach dem Lebensalter waren 102 Einwohner unter 18 Jahren, 201 zwischen 18 und 49, 90 zwischen 50 und 64 und 87 Einwohner waren älter. Die Einwohner lebten in 192 Haushalten. Davon waren 48 Singlehaushalte, 69 Paare ohne Kinder und 81 Paare mit Kindern, sowie 18 Alleinerziehende und 3 Wohngemeinschaften. In 36 Haushalten lebten ausschließlich Senioren und in 153 Haushaltungen lebten keine Senioren.

### Einwohnerentwicklung
Quelle: Historisches Ortslexikon
- 1510: 25 Haushaltungen
- 1585: 37 Haushaltungen
- 1747: 41 Haushaltungen

| Wenigenhasungen: Einwohnerzahlen von 1834 bis 2020 | Wenigenhasungen: Einwohnerzahlen von 1834 bis 2020 | Wenigenhasungen: Einwohnerzahlen von 1834 bis 2020 | Wenigenhasungen: Einwohnerzahlen von 1834 bis 2020 | Wenigenhasungen: Einwohnerzahlen von 1834 bis 2020 |
| --- | -------------------------------------------------- | -------------------------------------------------- | -------------------------------------------------- | -------------------------------------------------- |
| Jahr |                                                    |                                                    |                                                    | Einwohner                                          |
| 1834 | 1834                                               |                                                    | 317                                                | 317                                                |
| 1840 | 1840                                               |                                                    | 348                                                | 348                                                |
| 1846 | 1846                                               |                                                    | 359                                                | 359                                                |
| 1852 | 1852                                               |                                                    | 384                                                | 384                                                |
| 1858 | 1858                                               |                                                    | 368                                                | 368                                                |
| 1864 | 1864                                               |                                                    | 391                                                | 391                                                |
| 1871 | 1871                                               |                                                    | 360                                                | 360                                                |
| 1875 | 1875                                               |                                                    | 354                                                | 354                                                |
| 1885 | 1885                                               |                                                    | 364                                                | 364                                                |
| 1895 | 1895                                               |                                                    | 411                                                | 411                                                |
| 1905 | 1905                                               |                                                    | 399                                                | 399                                                |
| 1910 | 1910                                               |                                                    | 420                                                | 420                                                |
| 1925 | 1925                                               |                                                    | 471                                                | 471                                                |
| 1939 | 1939                                               |                                                    | 426                                                | 426                                                |
| 1946 | 1946                                               |                                                    | 638                                                | 638                                                |
| 1950 | 1950                                               |                                                    | 596                                                | 596                                                |
| 1956 | 1956                                               |                                                    | 469                                                | 469                                                |
| 1961 | 1961                                               |                                                    | 451                                                | 451                                                |
| 1967 | 1967                                               |                                                    | 462                                                | 462                                                |
| 1970 | 1970                                               |                                                    | 464                                                | 464                                                |
| 1980 | 1980                                               |                                                    | ?                                                  | ?                                                  |
| 1990 | 1990                                               |                                                    | ?                                                  | ?                                                  |
| 2000 | 2000                                               |                                                    | ?                                                  | ?                                                  |
| 2011 | 2011                                               |                                                    | 480                                                | 480                                                |
| 2014 | 2014                                               |                                                    | 489                                                | 489                                                |
| 2020 | 2020                                               |                                                    | 456                                                | 456                                                |
| Datenquelle: Historisches Gemeindeverzeichnis für Hessen: Die Bevölkerung der Gemeinden 1834 bis 1967. Wiesbaden: Hessisches Statistisches Landesamt, 1968. Weitere Quellen: bis 1970; Stadt Wolfhagen; Zensus 2011 |                                                    |                                                    |                                                    |                                                    |

## Religion
Wenigenhasungen gehört zum Kirchspiel Altenhasungen.
Historische Religionszugehörigkeit
| Quelle: Historisches Ortslexikon |                                                                   |
| • 1834:                          | 364 evangelische (= 100 %) Einwohner                              |
| • 1961:                          | 414 evangelische (= 91,80 %), 31 katholische (= 6,87 %) Einwohner |

## Politik
Für Wenigenhasungen besteht ein Ortsbezirk (Gebiete der ehemaligen Gemeinde Wenigenhasungen) mit Ortsbeirat und Ortsvorsteher nach der Hessischen Gemeindeordnung.
Der Ortsbeirat besteht aus sieben Mitgliedern. Bei den Kommunalwahlen in Hessen 2021 betrug die Wahlbeteiligung zum Ortsbeirat 56,99 %. Alle Kandidaten gehörten der „Bürgerliste Wenigenhasungen“ an. Der Ortsbeirat wählte Robert Schwarz zum Ortsvorsteher.

## Bildung
Die sich im Ort befindliche Grundschule, die Erpetalschule, wird auch von Kindern aus den umliegenden Dörfern besucht. Darüber hinaus pflegt man ein reges Vereinsleben.